# Toucy
Toucy – miejscowość i gmina we Francji, w regionie Burgundia-Franche-Comté, w departamencie Yonne.
Według danych na rok 1990 gminę zamieszkiwało 2590 osób, a gęstość zaludnienia wynosiła 74 osoby/km² (wśród 2044 gmin Burgundii Toucy plasuje się na 74. miejscu pod względem liczby ludności, natomiast pod względem powierzchni na miejscu 114.).

## Miasta partnerskie
- Kusel, Niemcy